# Хэмилтон, Сью
Ка́рен Сью́зан Хэ́милтон (англ. Karen Susan Hamilton; 13 мая 1945, Глендейл, Калифорния, США — 3 сентября 1969, Лос-Анджелес, Калифорния) — американская фотомодель и киноактриса.

## Биография и карьера
Вскоре после окончания школы Сью начала карьеру фотомодели. Её фотографии были выбраны для публикации в журнале Playboy. Она стала девушкой месяца Playboy в апреле 1965 года. Хэмилтон была первой моделью журнала с силиконовой грудью.
Помимо карьеры фотомодели снималась в кино.
Покончила жизнь самоубийством 3 сентября 1969, в Лос-Анджелесе.

## Фильмография
| Год  |   | Русское название               | Оригинальное название                | Роль                   |
| ---- | - | ------------------------------ | ------------------------------------ | ---------------------- |
| 1966 | ф | Поворотный пункт               | Fireball 500                         | дочь фермера           |
| 1966 | ф | Призрак в невидимом бикини     | The Ghost in the Invisible Bikini    | Сью                    |
| 1965 | ф |                                | The Wild Weird World of Dr. Goldfoot |                        |
| 1965 | ф | Доктор Голдфут и бикини-машины | Dr. Goldfoot and the Bikini Machine  | робот, «бикини-машина» |
| 1965 | ф | Сержант Мёртвая Голова         | Sergeant Dead Head                   |                        |
| 1965 | ф | Как справиться с диким бикини  | How to Stuff a Wild Bikini           |                        |